# Condado de Burleigh
El condado de Burleigh (en inglés: Burleigh County, North Dakota), fundado en 1873,  es uno de los 53 condados del estado estadounidense de Dakota del Norte. En el año 2000 tenía una población de  69 416 habitantes y una densidad poblacional de 16 personas por km². La sede del condado es Bottineau.

## Geografía
Según la Oficina del Censo, el condado tiene un área total de 4320 km² (1668,0 mi²), de la cual 4229 km² (1632,8 mi²) es tierra y 91 km² (35,1 mi²) es agua.

### Condados adyacentes
- Condado de Sheridan (norte)
- Condado de Kidder (este)
- Condado de Emmons (sur)
- Condado de Morton (suroeste)
- Condado de Oliver (oeste)
- Condado de McLean (noroeste)

## Demografía
En el 2000 la renta per cápita promedia del condado era de $41 309, y el ingreso promedio para una familia era de $52 085. El ingreso per cápita para el condado era de $20 436. En 2000 los hombres tenían un ingreso per cápita de $34 753 versus $22 473 para las mujeres. Alrededor del 7.80% de la población estaba bajo el umbral de pobreza nacional.
| 1880 | 1890 | 1900 | 1910   | 1920   | 1930   | 1940   | 1950   | 1960   | 1970   | 1980   | 1990   | 2000   | Est. 2009 |
| ---- | ---- | ---- | ------ | ------ | ------ | ------ | ------ | ------ | ------ | ------ | ------ | ------ | --------- |
| 3246 | 4247 | 6081 | 13 087 | 15 578 | 19 769 | 22 736 | 25 673 | 34 016 | 40 714 | 54 811 | 60 131 | 69 416 | 79 822    |

## Mayores autopistas
| - Interestatal 94 - U.S. Highway 83 - North Dakota Route 14 - Carretera de Dakota del Norte 36 | - Carretera de Dakota del Norte 41 - Carretera de Dakota del Norte 1804 |

## Lugares

### Ciudades
- Bismarck
- Lincoln
- Regan
- Wilton
- Wing

Nota: todas las comunidades incorporadas en Dakota del Norte se les llama "ciudades" independientemente de su tamaño

### Municipios
| - Apple Creek - Boyd - Canfield - Christiania - Clear Lake - Crofte - Cromwell - Driscoll - Ecklund - Estherville - Florence Lake - Francis - Ghylin - Gibbs | - Glenview - Grass Lake - Harriet-Lien - Hay Creek - Hazel Grove - Logan - Long Lake - McKenzie - Menoken - Missouri - Morton - Naughton - Painted Woods | - Richmond - Rock Hill - Schrunk - Sibley Butte - Steiber - Sterling - Taft - Telfer - Thelma - Trygg - Wild Rose - Wilson - Wing |

### Territorios no organizados
- Burnt Creek-Riverview
- Lincoln-Fort Rice
- Lyman
- Phoenix